# Selenocosmia orophila
Selenocosmia orophila är en spindelart som först beskrevs av Tamerlan Thorell 1897. Selenocosmia orophila ingår i släktet Selenocosmia och familjen fågelspindlar.
Artens utbredningsområde är Myanmar. Inga underarter finns listade i Catalogue of Life.